# Sanderdaynight
Sanderdaynight was een zaterdagavondprogramma van BNN. Het programma was te beluisteren op 3FM van 17 maart 2012 tot en met 7 september 2013. De presentatie was in handen van Sander Hoogendoorn. Het programma had de plaats overgenomen van Club Ajouad met Ajouad El Miloudi.
Op 20 juli 2013 werd in de uitzending verteld dat Hoogendoorn ging stoppen met Sanderdaynight. Naar eigen zeggen ging het programma niet samen met het ochtendprogramma in het weekend. Het werd opgevolgd door Rámon Verkoeijen met zijn programma Rámon, met een streepje op de A.
21 Jaar TROS Pop · 3FM BPM: MinistryOfBeats · 3FM Weekend Request · 3voor12Radio · AdreneLine · Altijd de eerste · ...And all that jazz · Andres · Angelique · Angeliques Afternoon · Annemieke Hier · Annemieke Plays · Anoûl · Arbeidsvitaminen · De Avondspits · De avonturen van Mark · Barend · Barend & Benner · Barend en Wijnand · De Bende van Van der Lende · De Boem Boem Disco Show · The Breakfast Club · Claudia d'r op · Club Carter · Curry en Van Inkel · De Dansbar · Dansen met Delsing · Dit is Domien · Domien, Jouw Ochtendshow · ... & dit is Claudia · Ekstra Weekend · Eva · Eva en Giel · Evers staat op · Frank & Eva: Welkom bij de club! · Franks feestje · GIEL · Harm dB · Hein · Herman · Het Betere Werk · Hier! · Jamie · Jan-Paul · Jasper · Joost · Jorien · Kaat tot Laat · Kevin · Lang leve het weekend! · LEX · Lieke · Markplaats · Mark + Rámon · Mega Top 30 · Michiel · Obi · De ochtenddienst · Olivier · De Orde van de Nacht · Parels van de nacht · Partij voor de Vrijdag · (P)laatwerk · RabRadio · Radio op 'n broodje · Rob · Rob & Wijnand en de Ochtendshow · Sanderdome · Sanders Vriendenteam · Saskia en Olivier · Slapen is voor Losers! · Slapen kan altijd nog · De Steen en Been Show · Studio Saskia · Superrradio · Tannaz · Thijs · Timur op 3FM · Vera on Track · Vier Sas! · Vrij · Weekend Wijnand · Wijnand · @Work · Xnoizz
Huidige programma's: Domien (NPO 3FM) · Eva (NPO 3FM) · Eva en Giel (NPO 3FM) · Franks feestje (NPO 3FM) · Harm dB (NPO 3FM) · Nachtbrakers (NPO Radio 1)  · De Overnachting (NPO Radio 1) · Sanderdome (NPO 3FM) · Slapen is voor Losers! (NPO 3FM) · Start (NPO Radio 1) · That's Live (NPO 3FM) · Thijs (NPO 3FM) · De Weekendshow (NPO Radio 2) · De Wereld van BNN (NPO Radio 1)
Voormalige programma's: @Work · Alle 40 goed! · BNN Today · Coen en Sander Show · Club Ajouad · CroisSanderShow · Dit is Domien · Het Huis Van De Heer · Live vanuit Klazienaveen · Klaarwakker Kristel · Muijs In Het Huis · Open Radio met Timur en Rámon · Het Platenpaleis · Rámon, met een streepje op de A · ruuddewild.nl · Sanderdaynight · Tiësto's Club Life · Timur · Vrij · Wout! · Zoëyzo